# 수직농업

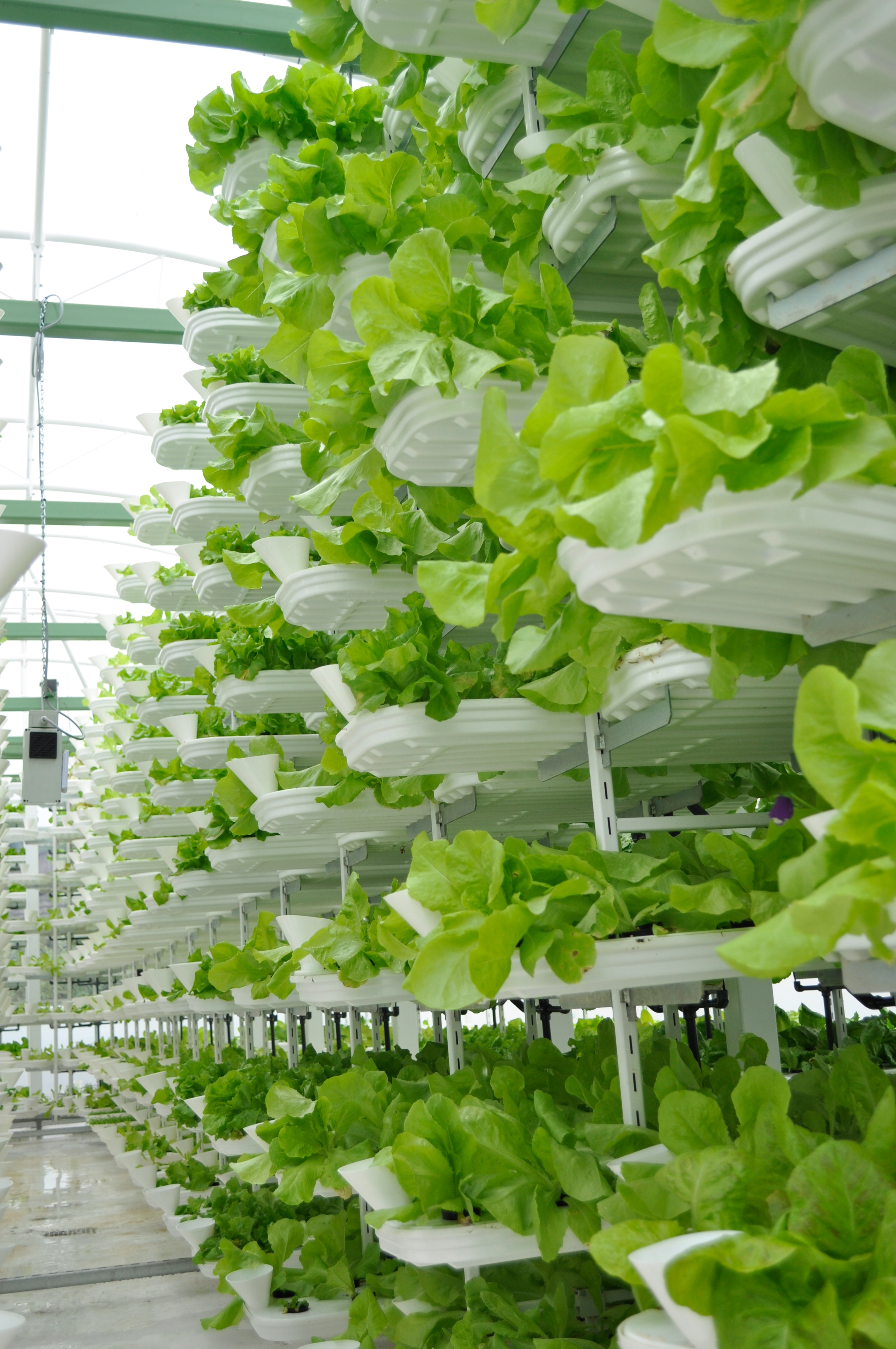
수직 농장에서 재배되는 상추

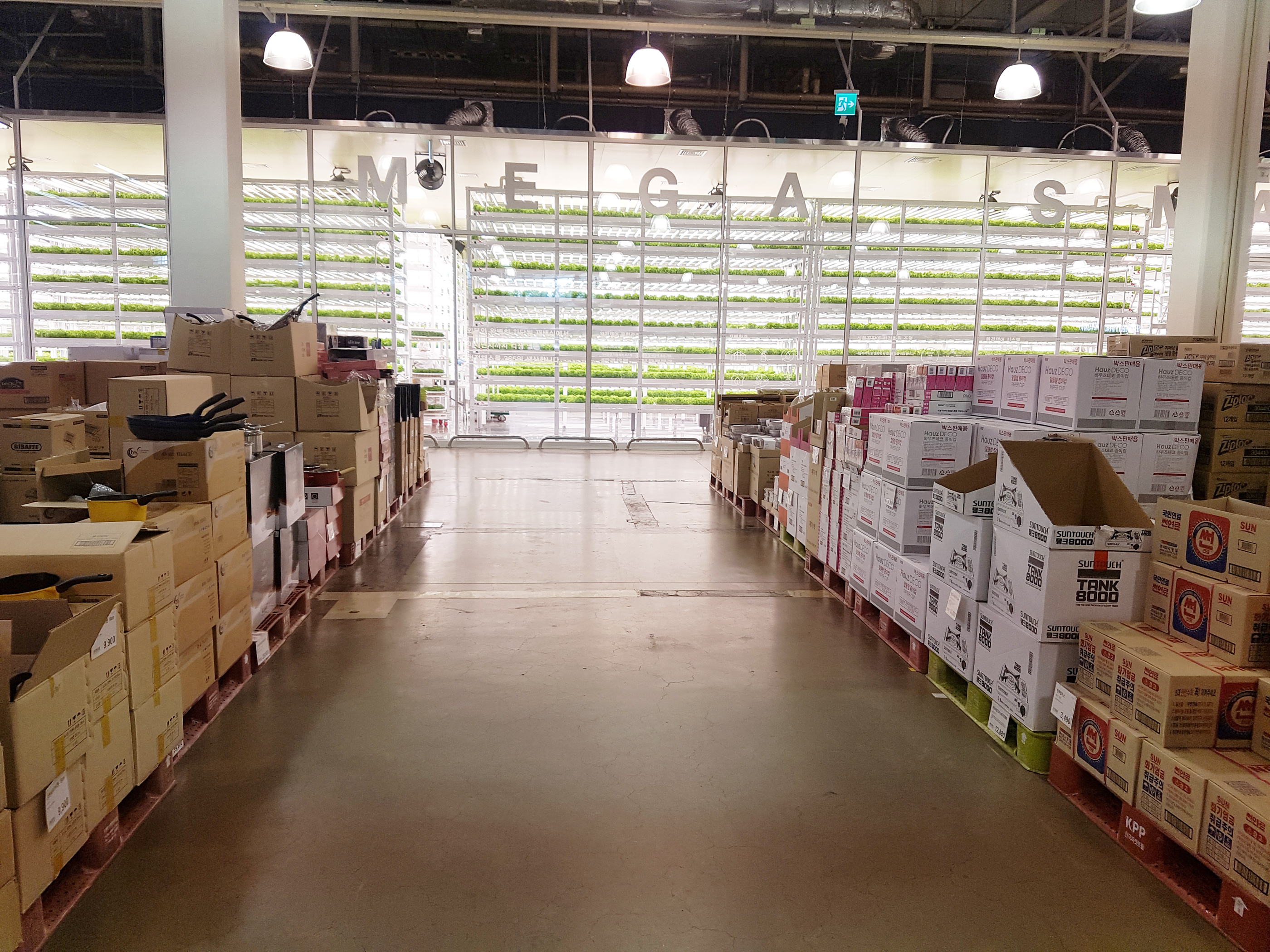
천안 메가마트는 실내농장에서 재배한 상추를 판매한다.

수직농업(垂直農業, 영어: vertical farming)은 수직농장과 같은 시설에서 실시하는 농법이다. 식물공장 아이디어를 1999년 처음 제시한 딕슨 데스포미어 컬럼비아 대학교 교수는 "30층 규모의 빌딩농장이 5만명의 먹을거리를 해결할 수 있다"고 말한다. 식물공장에서는 거의 모든 작물 재배가 가능하며, 물고기, 새우, 조개류, 조류(닭, 오리, 거위) 등 밀폐사육이 가능한 동물 사육이 가능하다. 미국, 러시아, 유럽연합 등 선진국들은 2020년 경에 달유인기지를 건설할 계획이다. 식물공장은 달유인기지에 필수적인 구성품이다.
수직농장의 수경 시스템은 햇빛을 모방 한 LED로 점등 될 수 있다. 소프트웨어는 모든 식물이 동일한 양의 빛, 물 및 영양분을 확보하도록 보장 할 수 있다. 인공적인 환경에 의한 적절한 관리는 제초제 나 살충제가 필요 없다는 것을 의미한다.

## 용어
식물공장(plant factory)이란 용어의 기원은 정확하지 않으나, 1960년대에 유럽에서 채소의 시설 재배가 성행하면서 공장식 농업을 ‘식물공장'이라고 불렀던 것으로 알려진다. 북유럽 지역은 흐린 날이 많고 일조 시간이 적어 채소 생육에 그다지 좋은 환경이 아니기 때문에, 노지 재배보다는 시설 재배가 발달하게 되었다. 이즈음에 네덜란드에서 채소를 중심으로 수경 재배가 성행하게 되자 땅에 뿌리를 박고 있지 않은 작물을 사람들이 보고 마치 식물공장 같다고 말했다고 한다.

## 현황
식물공장이 가시화된 것은 1957년에 덴마크의 크리스텐센 농장에서 새싹채소를 컨베이어 방식으로 생산하면서 부터이다. 이러한 식물공장 방식이 네덜란드, 벨기에, 오스트리아 등으로 확산되었는데, 유럽의 농업 기술을 소개한 일본에서 1970년대에 식물공장(植物工場)이라는 용어를 사용하면서 대한민국에도 같은 용어로 파급된 것으로 보인다. 참고로 일본에는 현재 약 50개소의 식물공장이 상업적으로 운영되고 있는 것으로 알려지며, 미국에서는‘마천루농장’이라는 수직농장(vertical farm) 건립을 계획하고 있다. 최근 한국이 발광다이오드(LED) 기술의 선진국으로서 이를 상용화한 전자제품들이 세계시장을 석권하면서 LED 기술을 활용한 식물공장도 세간의 관심을 끌고 있다.

## 구조
식물공장이란 “농작물에 대하여 통제된 일정한 시설 내에서 빛, 온‧습도, 이산화탄소 농도 및 배양액 등의 환경 조건을 인공적으로 제어하여 계절이나 장소에 관계없이 자동적으로 연속 생산하는 시스템”을 말한다. 한 마디로 온도와 습도를 제어하고 인공 광원으로 농작물을 재배하는 시설농업으로서, 날씨나 계절에 관계없이 농작물을 연중 안정적으로 생산할 수 있다.따라서 식물공장의 유형은 그 기준에 따라 다양하게 분류할 수 있으며, 개념적으로는 협의와 광의라는 구분이 가능하다. 먼저, 협의의 식물공장이라 함은 식물을 생산하는 시설 그 자체를 말하며, 주로 수경재배 방식을 기본으로 지상부 제어 범위로는 광, 온‧습도, 탄산가스 등이 해당된다. 반면, 광의의 식물공장이라고 하면 협의의 식물공장의 범위 뿐만 아니라 조직배양 방법에 의한 클론 증식시스템, 세포배양 방법에 의한 세포 대량증식시스템 등까지 포함하는 개념이다.

## 장점
이와 같이 식물공장은 농작물의 생육 상태를 과학적으로 관리하여 비료나 농약을 저투입하는 정밀농업(precision agriculture)의 성격을 가지므로, 일반 농산물에 비해 안전성을 확보할 수 있다. 또한 노지에서 재배가 어려운 기능성 농작물을 재배함으로써 고부가가치 농업을 실현할 수 있고, 식량작물의 연중 재배를 통해 생산성을 비약적으로 높임으로써 식량기지로 활용할 수 있다는 점에서 식물공장 방식은 미래 농업의 대안이 될 수 있을 것이다.

## 대한민국
2004년 농촌진흥청 내에 수평형 식물공장을 설치, 시범운영하고 있으며 2010년 하반기엔 수직형 식물공장을 운영할 계획이다.
2009년 8월 11일, 삼성경제연구소는 "기후변화에 대응한 농업의 진화: 식물공장"이라는 보고서를 작성했다.
2009년 9월, 농촌진흥정은 남극 세종과학기지에 컨테이너박스형 식물공장을 보냈다. 영하 40도 이하에서도 채소재배가 가능한 이동식 식물공장이다. 4.3m2(1.3평)의 작은공간에서 하루 1kg의 신선한 채소가 공급된다. 온도, 습도, 수분공급, 이산화탄소량, 조명의 밝기까지 자동으로 조절되는 식물공장은 남극뿐 아니라 장기항해 선박과 사막에서도 사용할 수 있다.
2010년 6월 1일, 롯데슈퍼는 할인점과 슈퍼 업계 가운데 처음으로 도심 속 식물공장에서 재배한 농산물을 판매한다고 밝혔다.

## 같이 보기
- 달식민지